# Nurighe
Nurighe è una grotta del comune di Cheremule, nella città metropolitana di Sassari. Si trova nel Logudoro-Meilogu, nel nord-ovest della Sardegna.
La grotta si raggiunge oltrepassando il paese e prendendo in direzione Sud la strada verso il bosco alla base del cono vulcanico del monte Cuccuruddu.
L'abbondanza dei resti fossili rinvenuti lungo il condotto carsico ha portato a un'analisi delle cause di fossilizzazione ed accumulo dei resti ossei lungo un sifone. Le prime informazioni relative a tali resti collocano l'evento deposizionale nel Pleistocene medio recente, confermando le ipotesi emerse, dallo studio geomorfologico della località, su un'età di circa 250 000 anni.

## Descrizione della grotta

### Ingresso e prima parte
La grotta si sviluppa in un tavolato di calcare correndo lungo l'unione di due strati secondo vie di minore resistenza rappresentate da fratture parallele con asse Nord-Sud.
L'accesso è possibile solo con la muta subacquee a attrezzatura da speleologia.
La cavità ha inizio con un ambiente lungo circa cinque metri ed alto due, chiuso da un muro sul quale si aprono una finestra e la porta. Al suo interno si trovano le vasche di raccolta delle acque, la cui portata varia dai 5 ai 20 l/min. a seconda delle stagioni, che poi raggiungono la vicina stazione di pompaggio. A ridosso delle vasche ha inizio la grotta vera e propria con un'apertura di circa 1 x 0,5 m.
Strisciando sull'acqua si percorrono i primi 5 metri, poi ci si rialza in prossimità de "la pressa" uno stretto passaggio generato dal distacco di un grosso masso che consente di passare tra lo stesso e la volta in un laminatoio talmente basso da costringere a levarsi di dosso casco e cintura per evitare di incastrarsi. Superato il primo ostacolo ci si rialza in piedi per poi riprendere a strisciare sull'acqua che d'ora in poi sarà sempre presente. Altra costante è rappresentata dall'abbondanza di concrezioni stalattitiche, quasi sempre sotto forma di candide cannule. Si prosegue sino a incontrare una seconda strettoia e poi a circa 60 metri dall'ingresso una terza strettoia.
Solo per brevi tratti il livello dell'acqua è un po' più alto dei soliti 10–15 cm.
Si giunge quindi al punto chiamato "tunnel dell'amore", un condotto fossile lungo 5 metri, che oltre ad essere strettissimo ha il pavimento formato da acuminate concrezioni che rendono difficile l'avanzata. All'uscita dal tunnel, percorsi ancora circa 20 metri, si ha, per la prima volta, la possibilità di alzarsi in piedi in un piccolo ambiente diaclasico, sempre stretto ma alto intorno ai 3 metri.

### La parte centrale
Dopo meno di 5 metri bisogna riprendere a strisciare sino ad un piccolo e fangoso ambiente che immette nel passaggio semi sifonante che interruppe la terza esplorazione. Lo si supera sommersi nell'acqua sin'oltre la bocca.
Subito dopo si abbandona temporaneamente il fiume per percorrere due anse fossili tagliate perpendicolarmente dal ramo attivo e quando si ritrova il fiume si ha, sulla sinistra, una piccola diramazione fossile lunga meno di 4 metri, degna di menzione solo perché è l'unica della grotta. Sul letto del fiume, si trova invece l'unica vaschetta stalagmitica di tutta la grotta che per giunta è danneggiata per cause naturali. A breve distanza si trova il "camino" della speranza: una stretta diaclasi (40 cm) alta intorno ai 4 metri ed occlusa da massi di chiara provenienza esterna. Anche sul letto del fiume, in corrispondenza del camino, si riscontrano alcuni sassi che hanno tutta l'aria di essere li da poco.

### La parte finale coi reperti fossili
Da questo punto la morfologia della grotta cambia leggermente. L'ambiente diventa più spazioso (ma solo di pochi centimetri), ed il livello dell'acqua più alto, tanto da consentire di galleggiare per lunghi tratti, nei successivi 150 metri. Cresce anche la quantità di argilla depositata ai lati del fiume. Quando mancano meno di 100 metri alla fine della cavità, iniziano ad apparire delle ossa fossili, prima quelle più leggere e quindi più facilmente trasportabili dalla corrente e poi man mano che si avanza, anche ossa lunghe e crani, con una crescente abbondanza da compromettere quasi la progressione per paura di danneggiarle. Si tratta di resti fossili di numerosi cervi Megaloceros, conservati in maniera straordinariamente buona ed in alcuni casi inglobati tra le concrezioni stalagmitiche o stalatto-stalagmitiche.
La porzione esplorabile della grotta di Nurighe termina al momento presso una frana che occlude quasi interamente il passaggio. Rimane sgombro solo un laminatoio, sul quale scorre il fiume, lungo circa 4 metri, largo 1 metro, ma alto solo 30 centimetri dei quali la metà costituiti da acqua. Ogni tentativo di superarlo è stato fino ad oggi vano e forse la strada più semplice è quella di disostruire la frana, costituita principalmente da terra che in buona parte è stata già rimossa. Non ci si attende un grosso sviluppo della grotta, anche perché a meno di 100 metri si avrebbe il contatto con le colate basaltiche del Pleistocene, ma, proprio questi ultimi metri potrebbero riservare sorprese incredibili.
Tra le centinaia di ossa di cervidi presenti sul letto di questo fiume sotterraneo, una tibia di Megaloceros cazioti recuperata dagli speleologi è di straordinario interesse a causa dei segni di incisione che presenta e che difficilmente si sono prodotti casualmente. 
Secondo gli esperti tali incisioni, tra l'altro piuttosto regolari e molto evidenti, non sembrano però corrispondere ai tipici segni prodotti dalla macellazione e che si possono riscontrare in reperti analoghi.
Questo fossile consente di dare più fiducia all'ipotesi della presenza di un uomo (più propriamente di una qualche specie di ominide) coevo ai numerosi animali i cui resti sono conservati nella grotta (tra i 200.000 e i 300.000 anni fa).
Il reperto è stato a suo tempo consegnato alla Soprintendenza ed è attualmente allo studio presso l'Università di Sassari.

## Elementi sulla fauna fossile
Il ciclo carsico che ha originato la grotta è riconducibile alle fasi climatiche temperate del Pleistocene medio e l'abbondanza dei resti fossili ed il loro ottimo stato di conservazione indicano che tale luogo era un importante sito di frequentazione della fauna locale e un probabile rifugio con la presenza di una sorgente d'acqua.
Lo studio preliminare della fauna è basato sul ritrovamento delle ossa raccolte dagli speleologi su un deposito di sedimenti di riempimento all'interno della grotta e su due piccoli campioni di materiale prelevato dagli stessi negli strati superficiali. Oltre alla fauna pleistocenica, il sedimento contiene resti di bivalvi ed echinodermi provenienti dalla dissoluzione dei calcari del basamento.
Tra i grandi mammiferi sono state riconosciute ossa di un cervide della taglia di un daino attuale riferibile alla specie insulare Megaloceros cazioti. I reperti indicano una taglia media nel contesto della variazione della biometria di questa specie. L'osservazione delle fotografie prese indicano chiaramente la presenza predominante dei Cervidi.
Associato ai resti di questo cervide, altre ossa testimoniano la presenza del canide insulare, Cynotherium sardous.
Sul piano della microfauna sono presenti in gran numero le ossa e i denti del lagomorfo Prolagus sardus . Tra i Roditori sono presenti resti di Tyrrhenicola henseli e il Rhagamis orthodon con una prevalenza del primo, la taglia dei denti indica chiaramente che si tratta di forme evolute di due linee insulari.
Oltre alla fauna a mammiferi sono presenti resti di uccelli, di un batricide e gasteropodi indeterminati. Inconfutabilmente questa fauna appartiene alla biozona terminale della storia paleontologica della Sardegna. Come richiamo questa biozona inizia probabilmente nel Pleistocene medio-recente e si conclude con la transizione dal Pleistocene all'Olocene.

## Esplorazione della grotta
La grotta di Nurighe è stata esplorata tra il 10/08/1988 e il 01/03/1997 dal gruppo speleo-archeologico TAG - Truma de Arkeo-Guturulugia "Monte Majore" di Thiesi (SS). 
Hanno partecipato alle otto escursioni che hanno consentito l'esplorazione della grotta, gli speleologi: Corrado Conca, Franco Congiu, Gianfranco Marras, Antonello Mele, Enzo Mele, Tore Meloni, Davide Pulpito, Antonio Sassu, Antonio Serra, Piero Virgilio e Alessandro Zara.